# Almourol
Almourol ist eine kleine Insel in der Mitte des Tejo in der Zivilgemeinde Praia do Ribatejo, die sich in Portugals Zentrumsregion befindet. Dort befindet sich das Schloss von Almourol, ein portugiesisches Nationaldenkmal. In Bezug auf den Tajo befindet sich die Insel in der Mitte, nur wenige Meter „unterhalb“ der Flüsse, die mit dem Fluss Zêzere vor der Stadt Tancos zusammenfließen.